# Sankt Georgen bei Grieskirchen
Sankt Georgen bei Grieskirchen est une commune autrichienne du district de Grieskirchen en Haute-Autriche.